# Tsokolate
Tsokolate ( Tagalog: [tʃoko'late] ), anche cioccolato di farro, è una bevanda densa di cioccolata calda filippina nativa. È composto da tabliya o tablea, tavolette di purefave di cacao tostate e macinate, sciolte in acqua e latte. Come nelle versioni spagnole e messicane della cioccolata calda, la bevanda è mescolata preparata in uno tsokolatera vivacemente con un bastone di legno chiamato molinillo (chiamato anche batidor o batirol), che rende la bevanda schiumosa. Tsokolate è addolcito con un po' di zucchero muscovado e ha una caratteristica consistenza granulosa.

## Consumo e diffusione
Lo tsokolate è comunemente consumato a colazione con tradizionali kakanin o pandesal e altri tipi di tradizionali dolci filippini e prelibatezze. È anche popolare durante il periodo natalizio nelle Filippine, in particolare tra i bambini.

## Tabliya
Tabliya o tablea (dallo spagnolo tablilla, "tavoletta") sono piccole tavolette tradizionalmente fatte in casa di purefave di cacao tostate e macinate. Il tabliya si ottiene essiccando i semi di cacao maturo per due o tre giorni. I fagioli secchi vengono sgusciati e tostati. Vengono macinati in una densa pasta di liquore al cioccolato che vengono poi formati nei caratteristici dischi o palline e lasciati asciugare.
Oltre allo tsokolate, il tabliya viene utilizzato in un'ampia varietà di altri dolci tradizionali nelle Filippine, soprattutto nel champorado, un porridge di riso glutinoso aromatizzato al cioccolato.

## Preparazione

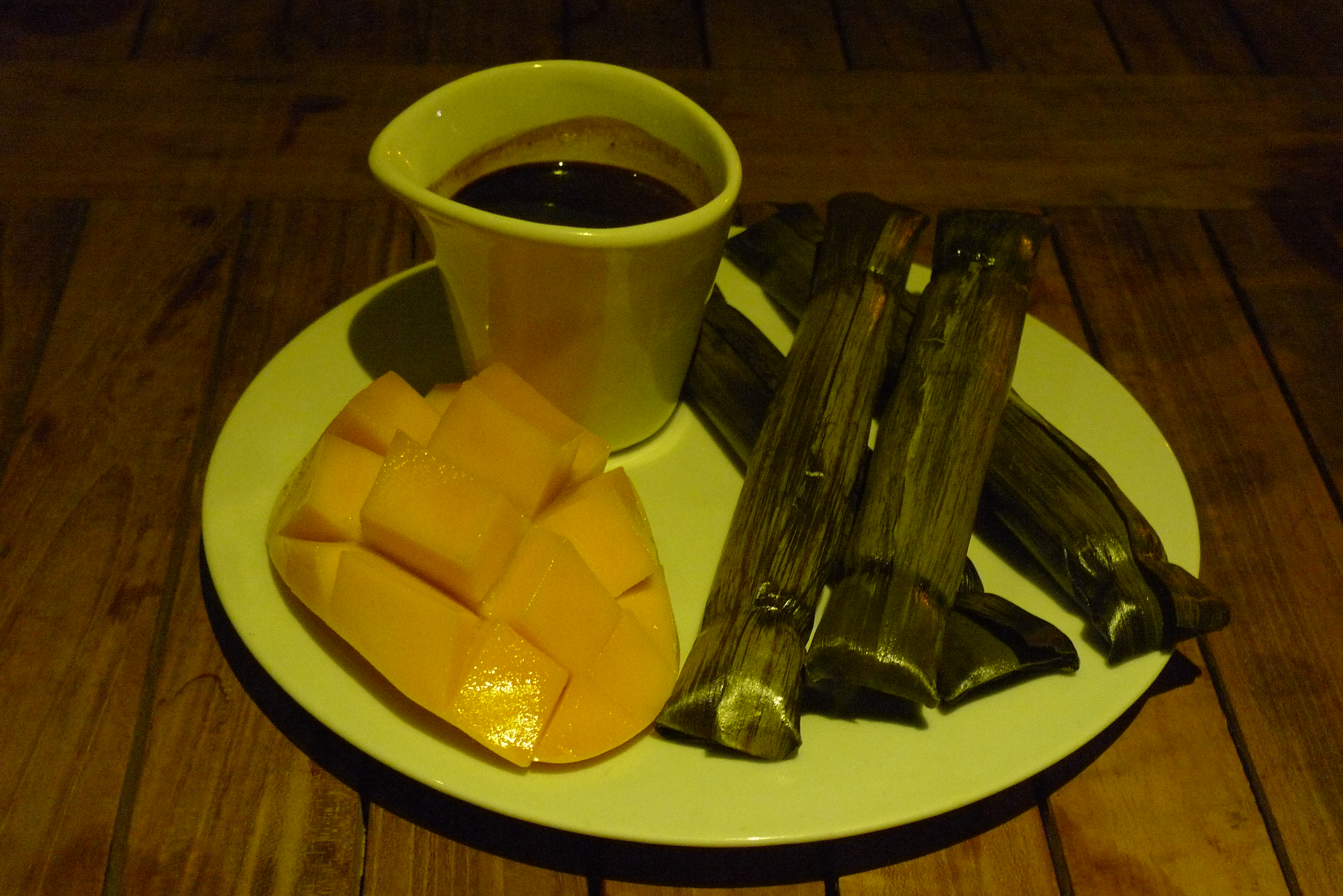
Tsokolate con gallette di riso suman e manghi carabao maturi.

Lo tsokolate viene tradizionalmente preparato facendo bollire acqua e latte in una speciale pentola a forma di brocca dal collo alto conosciuta come tsokolatera (anche tsokolatehan, sikulatihan, sikwatehan, ecc.). Si toglie dal fuoco quando iniziano a formarsi le bolle e si lasciano cadere nel liquido alcuni dischi di tabliya. Si aggiunge anche lo zucchero muscovado e altro latte o panna, a piacere. Uno speciale bastone di legno chiamato molinillo (chiamato anche batidor o batirol) viene quindi inserito attraverso la parte superiore e fatto roteare vivacemente usando i palmi delle mani per portare il liquido a schiuma. Viene quindi versato in coppette individuali.
I metodi moderni per preparare lo tsokolate possono includere l'uso di normali fruste, frullatori o montalatte per ottenere la stessa consistenza schiumosa. Possono essere aggiunti anche ingredienti aggiuntivi come cannella, vaniglia, fiocchi di riso pinipig o anche rum o tequila. Tuttavia, l'uso di cacao in polvere commerciale al posto del tabliya è fortemente disapprovato, in quanto non conferisce la stessa consistenza o gusto.